# Райтё, Хирацука
Хирацука Райтё (яп. 平塚 らいちょう, в транслитерации яп. らいてう согласно исторической орфографии кана; урождённая Хирацука Хару, яп. 平塚 明; 10 февраля 1886 — 24 мая 1971) — писательница, журналистка, политическая активистка, анархистка и одна из первых японских феминисток.

## Жизнь
Родилась в Токио в 1886 году, была второй дочерью высокопоставленного государственного служащего, получила образование в Японском женском университете (яп. 日本女子大学). В 1903 году Хирацука попала под влияние современных течений европейской философии, а также дзен-буддизма. Особое влияние на неё оказала шведская писательница-феминистка рубежа веков Эллен Кей, некоторые из произведений которой она перевела на японский язык, и индивидуалистическая героиня «Кукольного дома» Генрика Ибсена (1879). В 1908 году в горах Насусиобара, Тотиги, она попыталась совершить двойное самоубийство вместе с Моритой Сохей, своим учителем, женатым писателем. Они были найдены живыми, но попытка самоубийства столь высокообразованной пары вызвала широкую общественную критику.
После окончания университета Хирацука поступила в женскую английскую школу Наруми, где в 1911 году основала первый в Японии женский литературный журнал Seitō (яп. 青鞜, буквально «Синий чулок»). Первый выпуск она начала словами: «Вначале женщина была солнцем» (яп. 「元始、女性は太陽であった」) — отсылка к синтоистской богине Аматэрасу и к духовной независимости, которую женщины потеряли. Приняв псевдоним Райтё (Raichō, «Громовая птица»), она стала призывать к женской духовной революции, и в течение своих первых нескольких лет фокус журнала сместился с литературы на женские проблемы, включая откровенное обсуждение женской сексуальности, целомудрия и абортов. Среди участниц журнала была известная поэтесса и защитница прав женщин Ёсано Акико.
Несмотря на то, что многие японцы были знакомы, согласно опровержениям японских средств массовой информации, с идеями современных феминисток, большинство не восприняло их идеи всерьёз, думая, что Райтё и её товарищи пытаются лишь получить момент исторической славы. Преувеличенные слухи об их любовных связях и нонконформизме, распространяемые японской прессой, настроили общественное мнение против журнала и побудили Райтё опубликовать несколько работ в защиту своих идеалов. Её эссе «Женщинам мира» (яп. 「世の婦人たちに」), написанное в апреле 1913 года, отвергало традиционную роль женщин как рёсай кэнбо (良妻賢母, Хорошая жена и мудрая мать): «Интересно, сколько женщин ради финансовой безопасности в своей жизни вступили в брак без любви, чтобы стать пожизненной служанкой и проституткой одного мужчины». Этот нонконформизм настроил против Сейто не только общество, но и государство, что способствовало цензуре женских журналов, которые «нарушали общественный порядок» или представляли «западные представления о женщинах», несовместимые с японскими.
Журнал закрылся в 1915 году, но не раньше, чем его основательница стала лидером женского движения Японии. Между тем, в 1914 году Хирацука начала открыто жить со своим более молодым любовником, художником Окумура Хироси, от которого у неё было двое внебрачных детей, и за которого она в конце концов вышла замуж в 1941 году.
С 1918 по 1919 год Акико Ёсано начала заявлять о важности финансовой независимости женщин в контексте быстрого развития капитализма в Японии после окончания Первой мировой войны. Хирацука, переводившая Кей, находилась под влиянием противоположных аргументов о приоритете материнства, она утверждала, что полная независимость является нецелесообразной в ситуации того времени, и дополнительная защита материнства при финансовой помощи правительства необходима, особенно в контексте тяжёлого положения работниц. Впоследствии в этих дебатах участвовали Ямакава Кикуэ и Ямада Вака, что вылилось в большое общественное движение, известное как «Полемика о защите материнства» (母性保護論争, Bosei-hogo ronso).

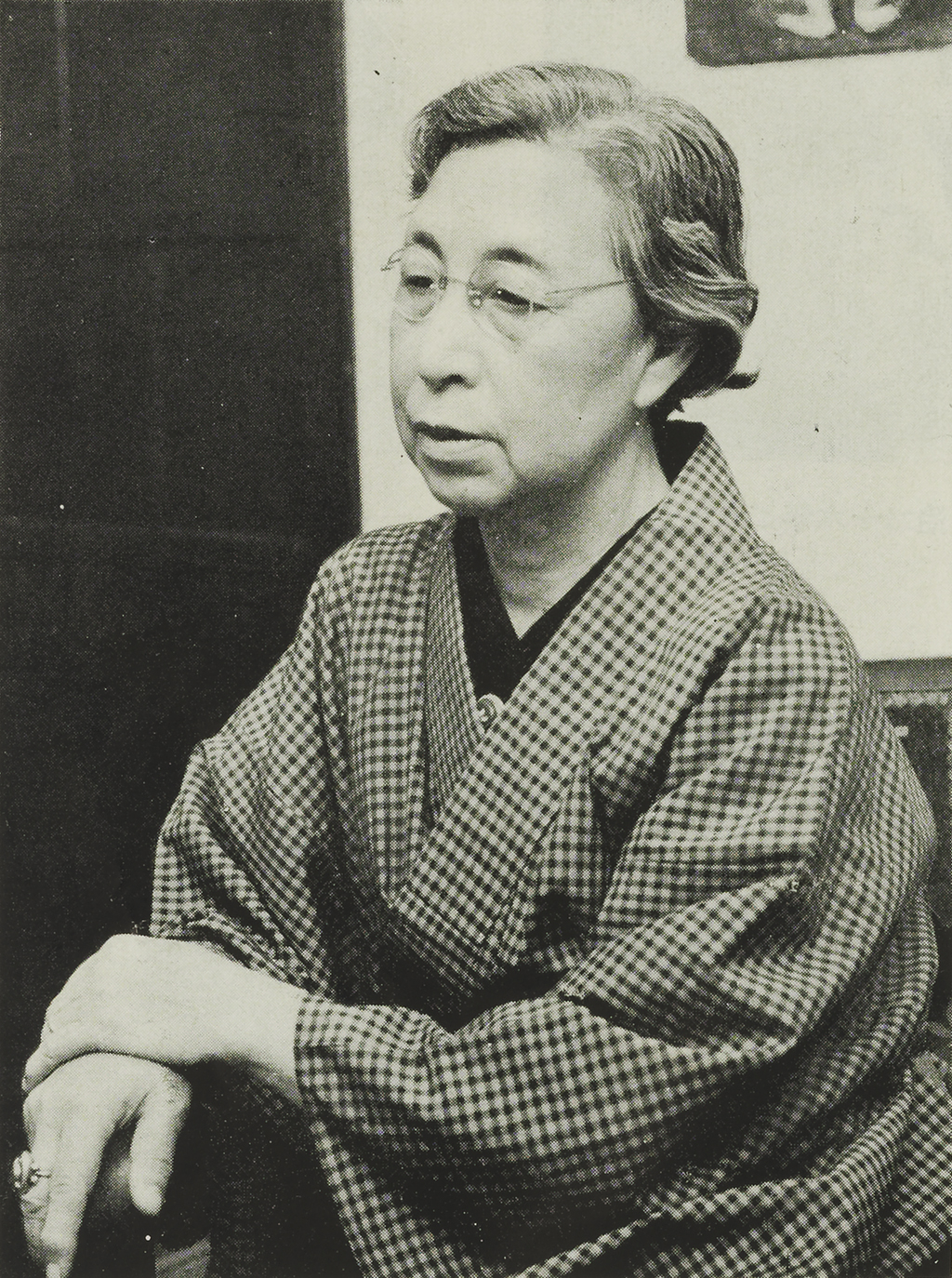
Райтё в 1955 году

В 1920 году, после расследования условий труда женщин на текстильных фабриках в Нагое, которое ещё больше укрепило её политическую решимость, Хирацука вместе с другой активисткой, Итикавой Фусаэ, основала Новую женскую ассоциацию (яп. 新婦人協会, Shin-fujin kyokai). Во многом благодаря усилиям этой группы в 1922 году была отменена статья 5 Положений о безопасности полиции, которая была принята в 1900 году и запрещала женщинам вступать в политические организации, а также проводить или посещать политические собрания. Однако избирательное право женщин в Японии оставалось неизменным. Ещё одна более спорная кампания была направлена на запрет вступать в брак мужчинам с венерическими заболеваниями. Эта неудачная кампания остаётся предметом споров вокруг карьеры Хирацуки, поскольку в ней она присоединилась к евгеническому движению, утверждая, что распространение венерического заболевания оказывает пагубное влияние на японскую «расу».
Хирацука присоединилась к кооперативному движению в 1930-х годах. Однако в следующие несколько лет Хирацука ушла из поля зрения общественности из-за своих долгов, а её возлюбленный столкнулся с проблемами со здоровьем. В этот период она продолжала писать и читать лекции. В послевоенные годы Хирацука вновь проявила себя как общественный деятель благодаря движению за мир. В 1950 году, на следующий день после начала Корейской войны, она поехала в Соединённые Штаты вместе с писательницей и активисткой Ногами Яэко и тремя другими участницами Японского женского движения (яп. 婦人運動家) для того, чтобы представить госсекретарю США Дину Ачесону просьбу о создании системы, в которой Япония могла бы оставаться нейтральной и пацифистской. Хирацука продолжала отстаивать права женщин в послевоенное время, основав Новую японскую женскую ассоциацию (яп. 新日本婦人の会) в 1963 году вместе с Ногами и известным художником Ивасаки Тихиро, и продолжала писать и читать лекции до своей смерти в 1971 году.

## Наследие
Хотя её карьера политической активистки охватила многие десятилетия, Хирацуку в первую очередь помнят за руководство Seitō. Будучи ведущей фигурой женского движения в Японии начала двадцатого века, она была очень влиятельной фигурой, среди её последовательниц — корейская писательница-феминистка На Хе Сок (나혜석; 羅蕙錫), бывшая токийской студенткой во время расцвета Сейто, анархист и социальный критик Ито Ноэ, чьё членство в организации Сейто вызвало некоторые споры. Её послевоенная организация, Новая японская женская организация, действует и по сей день.

## Избранные работы

### Оригинальные работы
- яп. 『円窓より』 (Marumado yori, The View from the Round Window)
- яп. 『元始、女性は太陽であった』 (Genshi, josei wa taiyō de atta, In The Beginning Woman Was The Sun)
- яп. 『私の歩いた道』 (Watakushi no aruita michi, The Road I Walked)

### Переводы
- Эллен Каролина Кей, Возрождение материнства (『母性の復興』, Bosei no fukkō)
- Эллен Каролина Кей, Любовь и Брак (『愛と結婚』, Ai to kekkon)
- Теруко Крейг, В начале женщина была солнцем — Автобиография японской феминистки (яп. 『元始、女性は太陽であった』, Genshi, josei wa taiyō de atta)